# La Danse à Bougival
La Danse à Bougival est un tableau réalisé en 1883 par le peintre français Auguste Renoir. Cette huile sur toile est une scène de genre qui se déroule à Bougival, dans les Yvelines, et qui représente un couple de danseurs derrière lequel on distingue un groupe assis à la table d'un café en plein air. L'œuvre est conservée au musée des Beaux-Arts, à Boston, aux États-Unis.